# Індійська корпорація з атомної енергії
Індійська корпорація з атомної енергії (англ. Nuclear Power Corporation of India, скор. NPCIL) — індійське державне підприємство. Розташоване в Мумбаї. Повністю належить Уряду Індії та відповідає за виробництво електроенергії на атомних електростанціях. Безпосереднє управління корпорацією здійснює Департамент з атомної енергії.
NPCIL було створено у вересні 1987 року у складі уряду «з метою здійснення проектування, зведення, експлуатації та підтримки атомних електростанцій для виробництва електроенергії на виконання планів та програм Уряду Індії для забезпечення Закону про атомну енергію 1962 року». Головою корпорації є К. К. Пурохіт. Всі атомні електростанції, що експлуатуються корпорацією, сертифіковані за стандартом ISO 14001 (Система екологічного менеджменту).
NPCIL була єдиною організацією, що відповідає за зведення та комерційну експлуатацію індійських АЕС, до появи компанії BHAVINI (BHAVINI) у жовтні 2003 року. Корпорація експлуатує 21 ядерний реактор на 7 майданчиках, сумарною встановленою потужністю 5780 МВт. Згодом, коли урядові рішення дозволили приватним компаніям займатися ядерною енергетикою, NPCIL зіштовхнулася з проблемою переманювання своїх фахівців у приватні компанії.

## Ядерні реактори

### Експлуатовані
| Реактор                         | Тип  | Потужність (МВт) | Дата введення          |
| ------------------------------- | ---- | ---------------- | ---------------------- |
| TAPS-1 (Тарапур, Махараштра)    | BWR  | 160              | 28 жовтня 1969 року    |
| TAPS-2 (Тарапур, Махараштра)    | BWR  | 160              | 28 жовтня 1969 року    |
| TAPS-3 (Тарапур, Махараштра)    | PHWR | 540              | 18 серпня 2006 року    |
| TAPS-4 (Тарапур, Махараштра)    | PHWR | 540              | 15 вересня 2005 року   |
| RAPS-1 (Раватбхата, Раджастхан) | PHWR | 100              | 16 грудня 1973 року    |
| RAPS-2 (Раватбхата, Раджастхан) | PHWR | 200              | 1 квітня 1981 року     |
| RAPS-3 (Раватбхата, Раджастхан) | PHWR | 220              | 1 червня 2000 року     |
| RAPS-4 (Раватбхата, Раджастхан) | PHWR | 220              | 23 грудня 2000 року    |
| RAPS-5 (Раватбхата, Раджастхан) | PHWR | 220              | 4 лютого 2010 року     |
| RAPS-6 (Раватбхата, Раджастхан) | PHWR | 220              | 31 березня 2010 року   |
| MAPS-1 (Калпаккам, Тамілнад)    | PHWR | 220              | 27 січня 1984 року     |
| MAPS-2 (Калпаккам, Тамілнад)    | PHWR | 220              | 21 березня 1986 року   |
| NAPS-1 (Нарора, Уттар-Прадеш)   | PHWR | 220              | 1 січня 1991 року      |
| NAPS-2 (Нарора, Уттар-Прадеш)   | PHWR | 220              | 1 липня 1992 року      |
| KAPS-1 (Какрапар, Гуджарат)     | PHWR | 220              | 6 травня 1993 року     |
| KAPS-2 (Какрапар, Гуджарат)     | PHWR | 220              | 1 вересня 1995 року    |
| KGS-1 (Кайга, Карнатака)        | PHWR | 220              | 6 листопада 2000 року  |
| KGS-2 (Кайга, Карнатака)        | PHWR | 220              | 6 травня 2000 року     |
| KGS-3 (Кайга, Карнатака)        | PHWR | 220              | 6 травня 2007 року     |
| KGS-4 (Кайга, Карнатака)        | PHWR | 220              | 27 листопада 2010 року |
| KNPP-1 (Куданкулам, Тамілнад)   | ВВЕР | 1000             | 22 жовтня 2013 року    |
| Сумарна потужність              |      | 5780             |                        |

### Будуються
| Блок                            | Тип                                    | Потужність (МВт) | Очікувана дата введення |
| ------------------------------- | -------------------------------------- | ---------------- | ----------------------- |
| MAPS-F (Калпаккам, Тамілнаду)   | FBR ( Prototype Fast Breeder Reactor ) | 500              |                         |
| KNPP-2 (Куданкулам, Тамілнаду)  | ВВЕР                                   | 1000             | березень 2015 року      |
| KAPS-3 (Какрапар, Гуджарат)     | PHWR                                   | 770              | червень 2016 року       |
| KAPS-4 (Какрапар, Гуджарат)     | PHWR                                   | 770              | грудень 2016 року       |
| RAPS-7 (Раватбхата, Раджастхан) | PHWR                                   | 700              | червень 2016 року       |
| RAPS-8 (Раватбхата, Раджастхан) | PHWR]                                  | 700              | грудень 2016 року       |
| Сумарна потужність              |                                        | 4300             |                         |

### Заплановані
| Станція                               | Тип                                               | Потужність (МВт)    | Очікувана дата введення |
| ------------------------------------- | ------------------------------------------------- | ------------------- | ----------------------- |
| АЕС Джайтапур (Джайтапур, Махараштра) | EPR                                               | 9900 (6 x 1650 МВт) | 2017                    |
| Горакхпур у Хар'яні                   | PHWR                                              | 2800 (4 x 700 МВт)  | 2021                    |
| Мітхі-Вірді в Гуджараті               | LWR                                               | 6000 (6 x 1000 МВт) |                         |
| Коввада в Андхра-Прадеш               | ESBWR (Economic Simplified Boiling Water Reactor) | 6000 (6 x 1000 МВт) |                         |
| Чутака в Мадх'я-Прадеш                | ESBWR]                                            | 1400 (2 x 700 МВт)  |                         |
| Сумарна потужність                    |                                                   | 26100               |                         |